# Катарсин, Валентин
Валентин Катарсин (наст. имя — Валенти́н Леони́дович Попо́в, 12 ноября 1932, Ленинград — 2005, Санкт-Петербург) — русский поэт, писатель и художник.

## Биография
Валентин Леонидович Попов родился 12 ноября 1932 года в Ленинграде. Во время Великой Отечественной войны пережил блокаду Ленинграда.
В 1944 году он поступил в Нахимовское военно-морское училище, однако его увлечение искусством открыло ему дорогу в Ленинградское художественно-промышленное училище имени В. И. Мухиной, где он обучался три года. После этого Попов работал в окрестностях Архангельска лесосплавщиком, подручным кузнеца, бетонщиком и библиотекарем. Вернувшись в Ленинград, трудился живописцем на Фарфоровом заводе имени Ломоносова и в течение восьми лет был художником на Ленинградской студии телевидения.
В 1957 году в газете «Смена» были опубликованы его первые стихи.
В 1975 году был принят в Союз писателей СССР.
Валентин Леонидович Попов скончался в 2005 году в Санкт-Петербурге.

## Тип стихосложения
В поэзии Попов часто использовал свободный стих верлибр, но также обращался и к рифмованным формам. Писатель Илья Сельвинский так характеризовал стихи Валентина Попова:
Эти «шершавые, мускулистые и какие-то мозолистые стихи несут в себе, как река стрежу, могучую нежность ко всему, что достойно жалости и участия.… У Попова свои мысли, свои размеры, свои слова. И каждому слову веришь. Это „очень страшный“ поэт, Валентин Попов: рядом с его стихами многие дутые репутации лопаются, как цветные шары.

## Сборники стихотворений
- Сердцебиение. 1966
- Море в капле. 1969
- Добрые люди. 1973
- Утренние строки. 1979

## Сборник рассказов
- Огонёк в ладонях. 1987